# Montois-la-Montagne
Montois-la-Montagne – miejscowość i gmina we Francji, w regionie Grand Est, w departamencie Mozela.
Według danych na rok 1990 gminę zamieszkiwało 2759 osób, a gęstość zaludnienia wynosiła 389 osób/km² (wśród 2335 gmin Lotaryngii Montois-la-Montagne plasuje się na 165. miejscu pod względem liczby ludności, natomiast pod względem powierzchni na miejscu 825.).